# École nationale supérieure de la Police

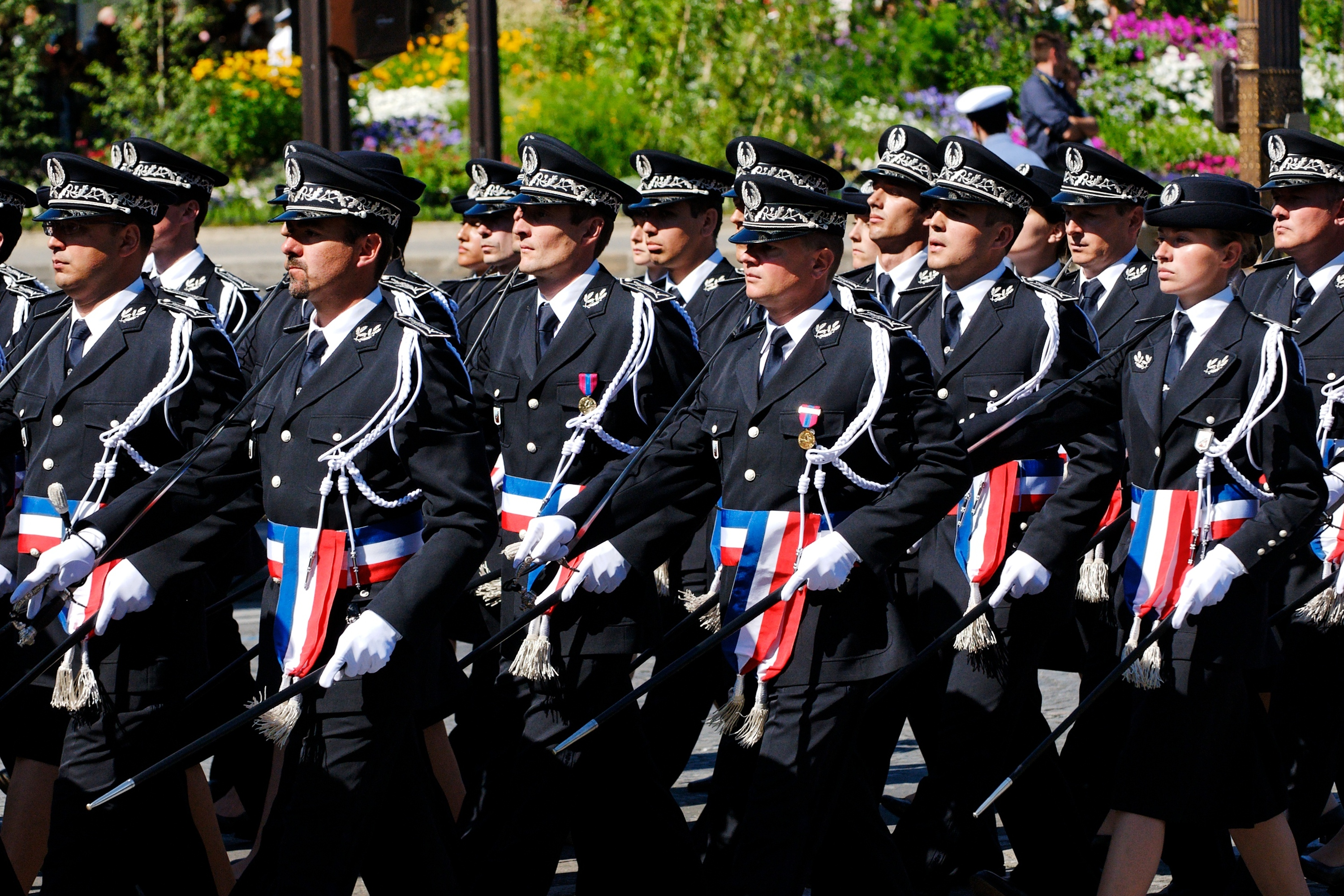
Élèves-commissaires défilant sur les Champs-Élysées le 14 juillet 2008.

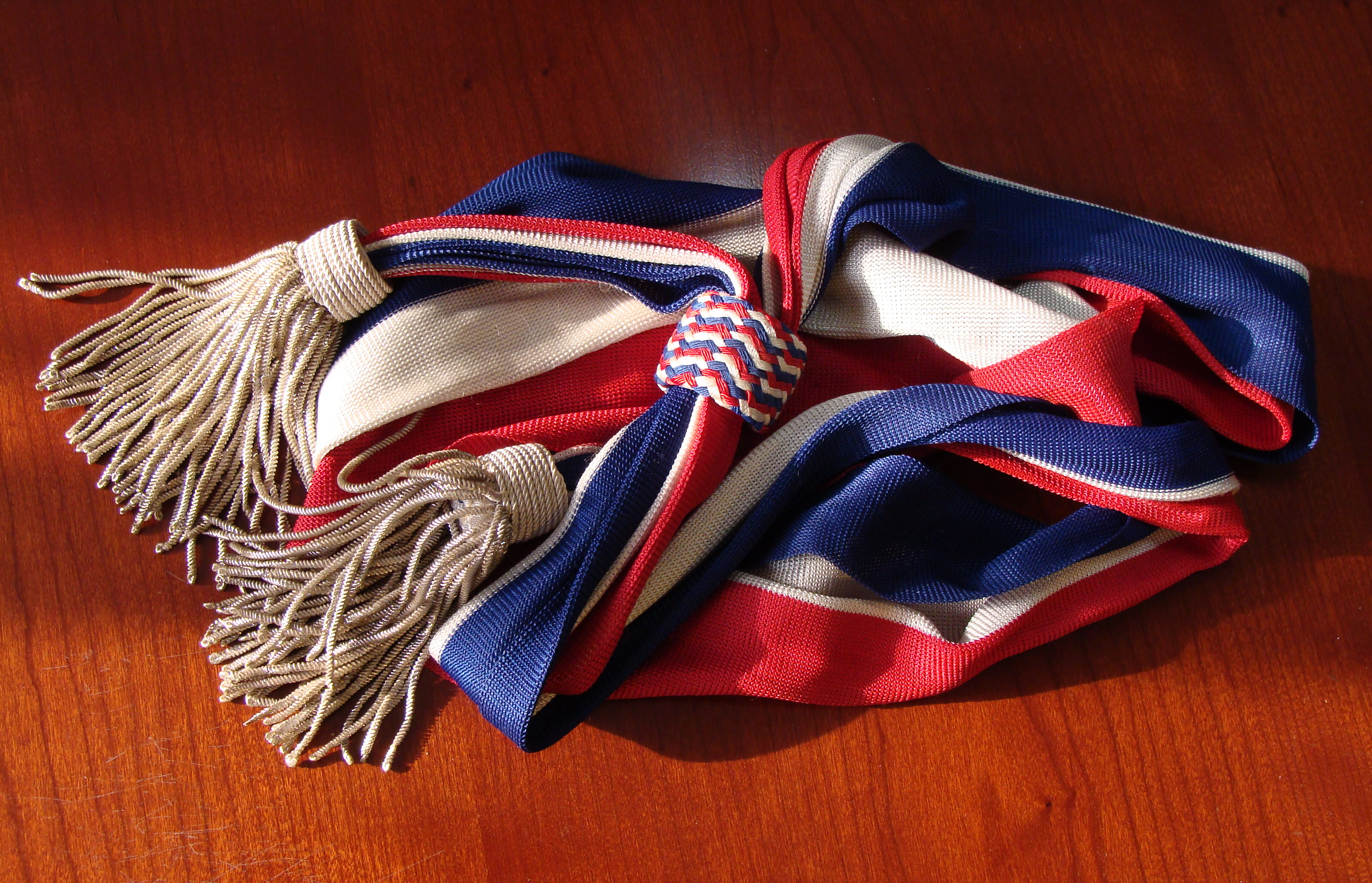
L'écharpe tricolore de commissaire de police.

Ne doit pas être confondu avec École spéciale militaire de Saint-Cyr, École nationale supérieure de la photographie ou École nationale supérieure du paysage.
 (mars 2024).
L'École nationale supérieure de la Police (ENSP) est un établissement d'enseignement supérieur français de la Police nationale qui forme les commissaires de police et les officiers de police. Elle dispose de deux sites situés à Saint-Cyr-au-Mont-d'Or, dans la métropole de Lyon, et à Cannes-Écluse, en Seine-et-Marne.
Établissement public à caractère administratif rattaché directement à la direction générale de la Police nationale, l'ENSP assure la formation initiale et continue des cadres de la Police nationale mais aussi de cadres supérieurs de police de pays étrangers partenaires.

## Histoire
L'ancêtre de l'ENSP est créé par la loi du gouvernement de Vichy du 25 avril 1941 en tant qu'« école nationale de police », accessible alors par concours au niveau de la licence en droit, notamment. L'école est alors dirigée par un amiral et procède à des recrutements une fois par an. L'école, après la Libération, est maintenue par le gouvernement en 1944 et 1945 puis on ne procéda pas à de recrutement et de formation sur place jusqu'à 1955[pas clair], l'école étant marquée par son origine d'institution vichyste et très mal vue par les anciens groupements de résistants.
Le décret du 24 décembre 2012 modifie l'organisation de l'École nationale supérieure de la police. Il transfère les activités de l'ENSOP (École nationale supérieure des officiers de police), organisme sans personnalité juridique rattaché à l'administration centrale du ministère de l'Intérieur à l'ENSP qui, jusqu'à présent, ne formait que les commissaires de police. L'ENSP devient ainsi l'établissement public unique chargé de la formation des commissaires et des officiers de police.
- Arrêté de création de l'école de police. ADRML 182 W 87
- Sujets du premier concours d'entrée à l'école nationale de police de Saint-Cyr. ADRML 182 W 87
- Télégramme annonçant l'arrivée de l'amiral Ven, premier directeur de l'école de police. 182 W 87
- Note d'organisation de l'enseignement à l'école de police de Saint-Cyr. ADRML 182 W 87

## Le serment des commissaires
Traditionnellement, le major de promotion recevant l'épée jure au nom de ses camarades « d'assumer fidèlement les devoirs et responsabilités du commissaire de police, de fonder [son] action sur la Constitution, les lois et règlements, le code de déontologie de la police et de la gendarmerie nationale, dans le respect absolu des personnes ; de servir [son] pays, de protéger les libertés et de défendre les institutions de la République, avec intégrité, impartialité, dignité et loyauté. »

## Recrutement
Il existe trois voies d'accès au corps des commissaires de police.

### Le concours externe
Il représente 50 % d'une promotion d'élèves commissaires, et est ouvert aux candidats de nationalité française ayant obtenu un master (niveau Bac+5) âgés de 45 ans au plus l'année du concours. Ce concours est l'un des plus sélectifs de la fonction publique.

### La voie d'accès professionnelle (VAP)
Représentant 25 % d'une promotion (douze postes en 2014, treize en 2015 et 12 en 2016et 12 en 2016), ce nouveau dispositif est ouvert aux fonctionnaires du corps de commandement ayant au moins le grade de capitaine, comptant au moins deux ans d'ancienneté dans ce grade et âgés de 50 ans au plus au 1er janvier de l'année de leur recrutement.

### Le recrutement au choix
Il s'agit d'un recrutement opéré sur proposition d'une commission spéciale de sélection (deux postes en 2014, trois en 2015), ouvert aux commandants de police ayant deux ans de service effectif dans leur grade au 1er janvier de l'année de leur recrutement et âgés de 38 ans au moins et 50 ans au plus à cette date. Ce mode de recrutement est supprimé en 2016.(3)

## La scolarité
L'ENSP étant une École de la fonction publique, les élèves sont rémunérés pendant leur scolarité mais s'engagent en contrepartie à rester au service de l'État pendant une durée minimale de sept ans. La période de formation à l'ENSP dure vingt-quatre mois. Après une première année passée en grande partie à l'école, les élèves-commissaires sont nommés commissaires-stagiaires et obtiennent la qualité d'officier de police judiciaire.
La formation, réformée au 1er septembre 2015, alterne des périodes d'études et de stages ; elle dure 22 mois et s'organise en deux périodes probatoires : les candidats admis sont nommés en qualité d'élèves commissaires et suivent une première période de formation de dix mois ; les élèves ayant satisfait aux épreuves d'aptitude sont nommés commissaires stagiaires et suivent une deuxième période de formation de douze mois.
Les commissaires stagiaires qui ont donné satisfaction et remplissant les critères réglementaires sont titularisés en tant que commissaires de police à l'issue de la période de formation initiale. Un classement de fin de scolarité est établi afin de répartir les postes à pourvoir entre les nouveaux commissaires qui seront nommés par décret du Président de la République. La grande majorité des postes de sortie d'école se trouve proposée par la direction centrale de la Sécurité publique.

## Partenariat
L'École nationale supérieure de la Police propose, avec l'université Jean-Moulin-Lyon-III, une formation professionnelle de troisième cycle universitaire dans le champ de la sécurité intérieure (master « droit de la sécurité intérieure ») à des étudiants et à des professionnels n'appartenant pas à la fonction publique d'État.
De plus, elle organise des sessions et des rencontres interprofessionnelles avec d'autres écoles du service public français et accueille pour des formations spécialisées d'autres personnels de la Police nationale ou d'administrations partenaires.
Dans le cadre de la formation continue (désormais appelée « formation tout au long de la vie », indissociable de la formation initiale), elle reçoit régulièrement, pour des stages obligatoires ou facultatifs, les commissaires de police en activité, depuis le premier « retour de promotion » deux ans après la sortie d'école, jusqu'aux commissaires divisionnaires titulaires d'emplois supérieurs (contrôleurs généraux ou inspecteurs généraux de la Police nationale).
Dans ses locaux se tiennent également des séminaires, colloques et rencontres internationaux de haut niveau réunissant des spécialistes policiers du monde entier sur des thèmes techniques.

## Centre de recherche
L'école comprend un centre de recherche (CRENSP) qui coordonne et participe à des projets de recherche nationaux et européens répondant aux besoins opérationnels de la police : 
- NETcher (NETwork and Social platform for Cultural Heritage Enhancing and Rebuilding), un projet financé par le programme Horizon 2020 de la Commission européenne qui vise à renforcer le lien entre les archéologues et les policiers pour lutter contre le trafic de bien culturels[9].
- PREVISION (PREdiction and Visual Intelligence for Security InformatiON), un projet financé par le programme HORIZON2020 de la Commission européenne, mettant à disposition aux enquêteurs une plateforme centralisant 28 outils visant à améliorer la gestion des flux de données pour lutter contre la criminalité organisée, la cybercriminalité et le terrorisme[10].
- EQP19, une étude portant sur la qualité du lien entre les forces de sécurité intérieure (police et gendarmerie) et la population, notamment dans les Quartiers de reconquête républicaine[11],[12].
- NOSE (Novel Security Ink for archaeological artefacts marking), un projet financé par l'Agence nationale de la recherche, en collaboration avec l'université de technologie de Troyes et le laboratoire HiSoMa, qui cherche à développer une encre contenant des marqueurs nanométriques pour le marquage d'objets archéologiques dans l'objectif de protéger le patrimoine culturel[13].
- PITCHER (Preventing Illicit Trafficking of Cultural Heritage: Educational Resources), un projet financé par l'agence Erasmus+ qui vise à concevoir et tester des ressources éducatives ouvertes à destination des enseignants dans l'objectif de sensibiliser les collégiens et lycéens aux enjeux posés par le trafic de biens culturels[14].
- PLANT (Priority to threats posed by plant toxins: management, detection, forensics and therapeutics in a bioterrorism incident taken to the next level), un projet financé par l'Agence nationale de la recherche qui vise à améliorer l'anticipation et la réaction des autorités de santé publique et des forces de sécurité intérieures face à une attaque bioterroriste à la ricine et à l'abrine[15].
- ANCHISE (Applying New solutions for Cultural Heritage protection by Innovative, Scientific, social and economic Engagement), un projet financé par le programme Horizon Europe de la Commission européenne, visant à améliorer la connaissance sur les mécanismes et routes du trafic de biens culturels et qui développera des outils opérationnels pour la protection des sites archéologiques et des collections muséales et l'amélioration du contrôle aux frontières[16].

La chaire de sécurité globale de la police nationale est coordonnée par l'ENSP en partenariat avec l'université Jean-Moulin-Lyon-III et l'université de technologie de Troyes. Elle mène des projets de recherche pour adapter la formation des agents de police et leur donner des outils pour faire face aux nouveaux défis auxquels la police est confrontée (cybercriminalité, réseaux sociaux, etc.). Elle a été inaugurée le 22 mars 2019 à l'Académie des sciences par Catherine Bréchignac,,.

## Égalité des chances au sein de l'École
Créée en janvier 2006, la classe préparatoire intégrée de l'ENSP, dite CPI, a commencé fin septembre 2008 son quatrième cycle de préparation au concours externe de commissaire de police.
Le premier cycle préparatoire, qui était une préfiguration expérimentale, a permis à six des douze élèves présentés au concours de commissaire (sur 2 072 candidats inscrits) d'être admissibles et à quatre autres de l'être au concours d’officier (sur 3 146 candidats inscrits). Le 4 septembre 2006 deux élèves admis au concours ont rejoint Saint-Cyr-au-Mont-d'Or pour intégrer la 58e promotion d’élèves commissaires.
En septembre 2007, huit élèves sur les douze de la première classe préparatoire avaient réussi un concours de la fonction publique de catégorie A ou B.
La seconde classe préparatoire a suivi la préparation, d'octobre 2006 à juin 2007 : à nouveau, deux élèves ont été admis au concours de commissaire de police et une au concours d'officier de police. Quatre autres élèves ont été reçus à différents concours de la fonction publique.
Sélectionnés parmi vingt-quatre candidats, onze élèves ont bénéficié en 2007 de ce dispositif d’égalité des chances qui vise à faciliter l'accès aux concours de commissaire et à tous les concours de la fonction publique ouverts aux titulaires d'un master II. Ces diplômés, issus de milieux sociaux défavorisés, répondent tous aux critères d'inscriptions communs à tous les candidats.
Une convention de partenariat a été signée avec l'Institut d’études judiciaires de l'université Jean-Moulin-Lyon-III permettant aux élèves de suivre les enseignements dispensés par cet Institut dans le cadre de sa préparation au concours de commissaire.
Durant cette préparation qui dure environ huit mois d'octobre à fin mai, les élèves bénéficient de la logistique de l'école, reçoivent un enseignement spécifique et sont suivis personnellement par des responsables pédagogiques, commissaires formateurs retraités, travaillant dans le cadre de la réserve civile.

## Les promotions de commissaires de police
Il est de tradition dans le courant de leur deuxième année de formation, que les commissaires stagiaires choisissent un nom de baptême pour leur promotion, appelé « éponyme ». Depuis la Libération, les noms de promotion rendent hommage à des victimes du devoir, de grands policiers, dirigeants ou collaborateurs de l'institution, à des valeurs policières, des notions ou des événements historiques.
Promotions issues de l'école nationale supérieure de la Police :
Promotions formées durant le régime de Vichy
- 1941 - 1re promotion : Pétain
- 1942 - 2e promotion : Jean Chiappe
- 1943 - 3e promotion : Gaston Carrère
- 1944 - 4e promotion : Benoît

Promotions formées après la refondation républicaine de l'école
- 1944 - 5e promotion : Libération I (19 juillet 1944 - 15 décembre 1944)
- 1945 - 6e promotion : Libération II (15 janvier 1945 - 18 juin 1945)
- 1955-1956 - 7e promotion : Marc Juge (commissaire de police, résistant, fusillé en 1944 à Clermont-Ferrand)
- 1956-1957 - 8e promotion : Jean Raison (commissaire, résistant, déporté et fusillé au Struthof le 1er septembre 1944)
- 1957-1958 - 9e promotion : Jean Philippe (commissaire, résistant, fusillé à Karlsruhe le 1er mars 1944. Le titre de « Juste parmi les Nations » lui a été décerné par l'institut Yad Vashem en 1995)
- 1958-1959 - 10e promotion : Bernard Levet (commissaire victime du devoir, mort en 1959 dans un attentat en Algérie)
- 1959-1960 - 11e promotion : Union
- 1960-1961 - 12e promotion : Fidélité
- 1961-1962 - 13e promotion : Coopération
- 1962-1963 - 14e promotion : Servir
- 1963-1964 - 15e promotion : Célestin Hennion (commissaire de police, préfet de police)
- 1964-1965 - 16e promotion : Jules Sébille (commissaire, premier directeur de la future police judiciaire)
- 1965-1966 - 17e promotion : Maurice Gallibert (commissaire victime du devoir en 1966)
- 1966-1967 - 18e promotion : Edmond Locard (fondateur du premier laboratoire de police scientifique à Lyon en 1910 et créateur de la criminalistique)
- 1967-1968 - 19e promotion : René Lacroix (commissaire victime du devoir, mort à Lyon du fait des évènements de mai 1968)
- 1968-1969 - 20e promotion : Marcel Rieu
- 1969-1970 - 21e promotion : Paul Émile Julliard (commissaire, résistant, déporté à Dachau)
- 1970-1972 - 22e promotion : Georges Clemenceau
- 1971-1973 - 23e promotion : Mathieu Rutali (résistant, commissaire victime du devoir, mort à Golbey le 29 juillet 1962 sous les balles d'un gangster corse)
- 1972-1974 - 24e promotion : Henri Brun
- 1973-1975 - 25e promotion : Nicolas de la Reynie (Lieutenant général de police à Paris)
- 1974-1976 - 26e promotion : Nicolas de La Mare (procureur, commissaire)
- 1975-1977 - 27e promotion : René Joubert (commissaire victime du devoir, assassiné par l'OAS en novembre 1961). Première promotion à accueillir des femmes dans le corps de conception et direction[22].
- 1976-1978 - 28e promotion : Alexandre Lacassagne (médecin légiste français, fondateur de l'anthropologie criminelle.)
- 1977-1979 - 29e promotion : Jean-Claude Guellec
- 1978-1980 - 30e promotion : Antoine Biancardini (commissaire mort en service en 1979 à Marseille)[23]
- 1979-1981 - 31e promotion : Maurice Boyé (commissaire mort par balles en service à Paris)
- 1980-1982 - 32e promotion : Louis Lépine
- 1981-1983 - 33e promotion : Christian Deladrière (élève commissaire décédé lors d'un accident pendant sa scolarité)
- 1982-1984 - 34e promotion : Fernand Chaudières (commissaire mort en service en 1982)
- 1983-1985 - 35e promotion : Antoine Becker (commissaire arrêté par la Gestapo en décembre 1943, déporté au camp de Schirmeck où il est torturé et abattu).
- 1984-1986 - 36e promotion : Bertrand Jutge (commissaire mort en service en 1985 car touché par le tir d'un forcené)
- 1985-1987 - 37e promotion : Michel Baroin (commissaire, sous-préfet)
- 1986-1988 - 38e promotion : Jean-Claude Favre (commissaire, résistant)
- 1987-1989 - 39e promotion : Bicentenaire de la Révolution
- 1988-1990 - 40e promotion : Christian Caron (victime du devoir, membre du RAID tué en 1989 à Ris-Orangis en tentant de maîtriser un forcené, il a inspiré à Olivier Marchal le personnage d'Eddy Valence dans son film 36 quai des Orfèvres).
- 1989-1991 - 41e promotion : Jean Monnet
- 1990-1992 - 42e promotion : Patrick Casassus (commissaire, mort en service en 1991 à Lyon (Rhône))[24]
- 1991-1993 - 43e promotion : Jean Moulin
- 1992-1994 - 44e promotion : Antoine de Saint-Exupéry
- 1993-1995 - 45e promotion : Michel Hacq (commissaire, résistant)
- 1994-1996 - 46e promotion : Charles de Gaulle
- 1995-1997 - 47e promotion : André Malraux
- 1996-1998 - 48e promotion : Arsène Grosdemange (commissaire, résistant, responsable-adjoint du groupe FFI-Police de la Côte-d’Or où il est arrêté, torturé puis abattu par les Allemands en septembre 1944).
- 1997-1999 - 49e promotion : Montesquieu
- 1998-2000 - 50e promotion : République
- 1999-2001 - 51e promotion : Jean Montreuil (commissaire, juriste, fondateur du centre de documentation et d'information de la police nationale, auteur du "Traité de procédure pénale policière").
- 2000-2002 - 52e promotion : Aux victimes du devoir
- 2001-2003 - 53e promotion : Edmond Dubent (commissaire de police parisien qui s'est illustré au sein de la résistance française[25], mort au camp de Nordhausen le 17 mars 1945)
- 2002-2004 - 54e promotion : Claude Érignac
- 2003-2005 - 55e promotion : Marianne
- 2004-2006 - 56e promotion : Georges Mandel (résistant)
- 2005-2007 - 57e promotion : Édouard Vigneron (commissaire de police, chef du service des étrangers à Nancy durant la seconde guerre mondiale, il a favorisé la fuite des Juifs étrangers lors de la Rafle manquée de Nancy. Arrêté en août 1942, il est alors démis de ses fonctions puis emprisonné. Il est récipiendaire à titre posthume de la médaille des Justes parmi les nations de l'Institut Yad Vashem).
- 2006-2008 - 58e promotion : Achille Peretti (commissaire, résistant, préfet)
- 2007-2009 - 59e promotion : Germaine Tillion (résistante, Grand croix de la Légion d'honneur)
- 2008-2010 - 60e promotion : Maurice Grimaud (Préfet de police en mai 1968)
- 2009-2011 - 61e promotion : Pierre Bourgoin (commissaire, compagnon de la Libération)
- 2010-2012 - 62e promotion : Roger Wybot (nom de résistant de Roger-Paul Warin, créateur de la direction de la Surveillance du territoire dont il a été le premier directeur de 1944 à 1958).
- 2011-2013 - 63e promotion : Albert Camus
- 2012-2014 - 64e promotion : Quai des Orfèvres (en référence au 36, quai des Orfèvres, siège historique de la direction régionale de la police judiciaire de Paris.
- 2013-2015 - 65e promotion : Henri Castaing (commissaire, résistant, directeur de la police judiciaire de 1952 à 1958).
- 2014-2016 - 66e promotion : Philippe Massoni (commissaire, préfet de police de 1993 à 2001)
- 2015-2017 - 67e promotion : Liberté
- 2016-2018 - 68e promotion : Emmanuel Grout (commissaire de police tué lors de l'attentat du 14 juillet 2016 à Nice).
- 2017-2019 - 69e promotion : PRO PATRIA VIGILANT (devise de la police nationale)
- 2018-2020 - 70e promotion : Marcel Leclerc (commissaire de police, créateur de la section anti-terroriste à la brigade criminelle, préfet de police de Lyon)
- 2019-2021 - 71e promotion : Simone Veil (femme politique française)
- 2022-2024 - 74e promotion : Martine Monteil (commissaire de police, préfète, première femme à la tête de la direction régionale de la police judiciaire de Préfecture de police de Paris (2002-2004) et première femme chargée de la direction centrale de la police judiciaire (2004 à 2008))
- 2023-2025 - 75e promotion : Damien Ernest (commandant de police, affecté à la préfecture de police, décédé le 3 octobre 2019 dans l'exercice de ses fonctions)
- 2024-2026 - 76e promotion : François Le Mouël (né le 26 janvier 1927 à Kerien et mort le 4 octobre 2015 à Créteil, fondateur de la Brigade de Recherche et d'intervention)